# Монтобан
Вижте пояснителната страница за други значения на Монтобан.
Монтоба̀н (на френски: Montauban) е град в южна Франция, административен център на департамента Тарн е Гарон и на окръг Монтобан в региона Окситания. Населението му е около 58 000 души (2013).
Разположен е на 87 метра надморска височина на река Тарн в Аквитанската равнина, на 44 километра северно от Тулуза и на 64 километра западно от Алби. Основан е през 1144 година от тулузкия граф Алфонс Жордан, а през 1317 година става център на епископски диоцез. През 1360 – 1414 година е владение на Англия, а през XVI-XVII век е важен център на хугенотите.

## Известни личности
Родени в Монтобан
- Антоан Бурдел (1861 – 1929), скулптор
- Олимпия дьо Гуж (1743 – 1793), писателка
- Жан Огюст Доминик Енгър (1780 – 1867), художник
- Даниел Кон-Бендит (р. 1945), политик

Починали в Монтобан
- Мануел Асаня (1880 – 1940), испански политик